# Eupithecia chlorofasciata
Eupithecia chlorofasciata là một loài bướm đêm trong họ Geometridae.